# 万山镇 (珠海市)
万山镇是中国广东省珠海市香洲区下辖的一个镇，和桂山镇、担杆镇一起由珠海万山海洋开发试验区实际管辖。万山镇由大万山岛、小万山岛、白沥岛、竹洲岛等18个岛屿组成，陆地面积共23平方公里，镇政府驻大万山岛。

## 行政区划
万山镇下辖以下地区：
万山村和东澳村。